# Polyrhachis compressicornis
Polyrhachis compressicornis är en myrart som beskrevs av Smith 1860. Polyrhachis compressicornis ingår i släktet Polyrhachis och familjen myror. Inga underarter finns listade i Catalogue of Life.